# 清川口站
清川口車站（日语：／ Kiyokawaguchi eki */?）是屬於道南漁火鐵道的鐵路車站，位於北海道北斗市中央。本站現時為無人站。

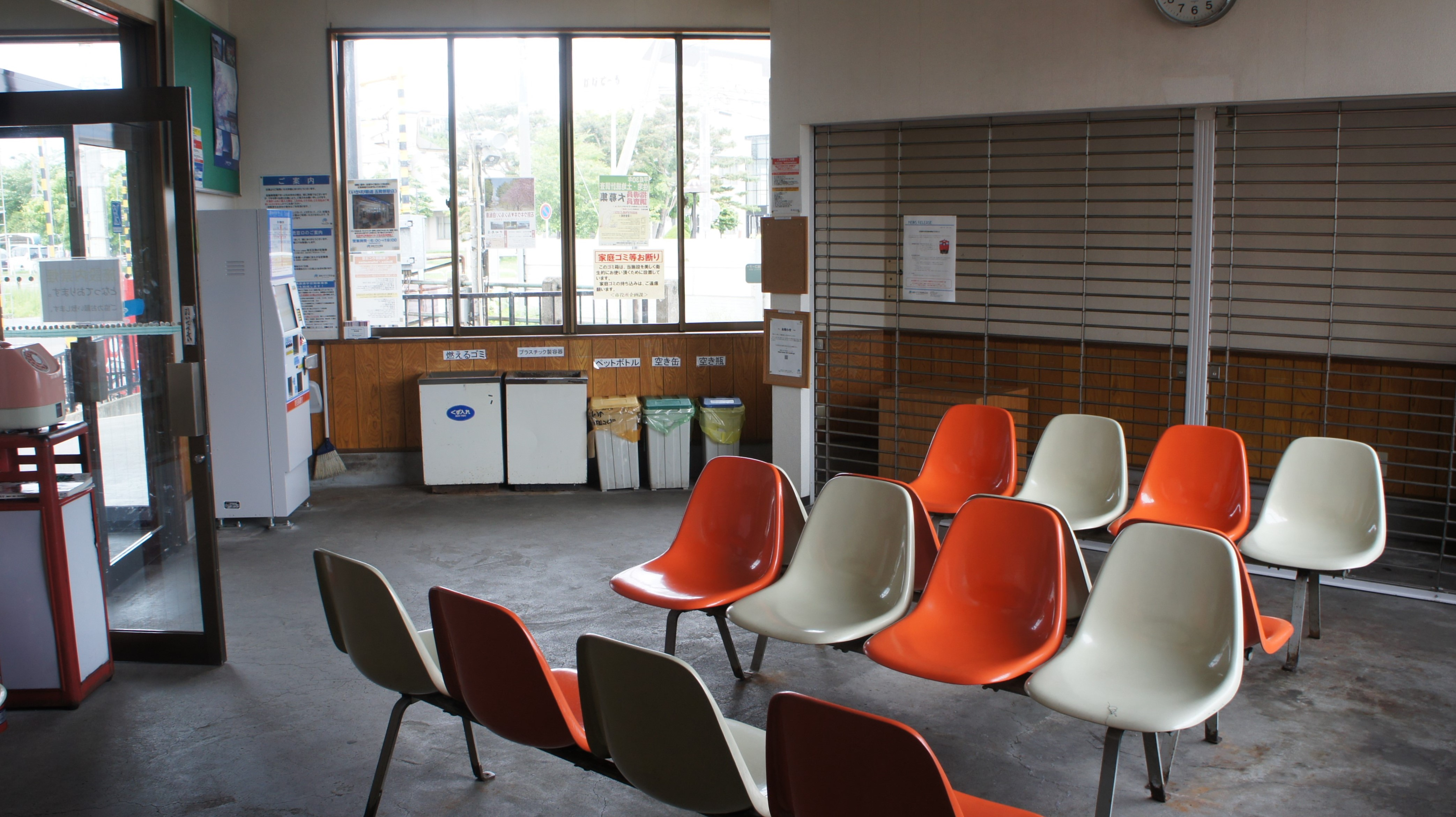
車站內部(2018年6月)

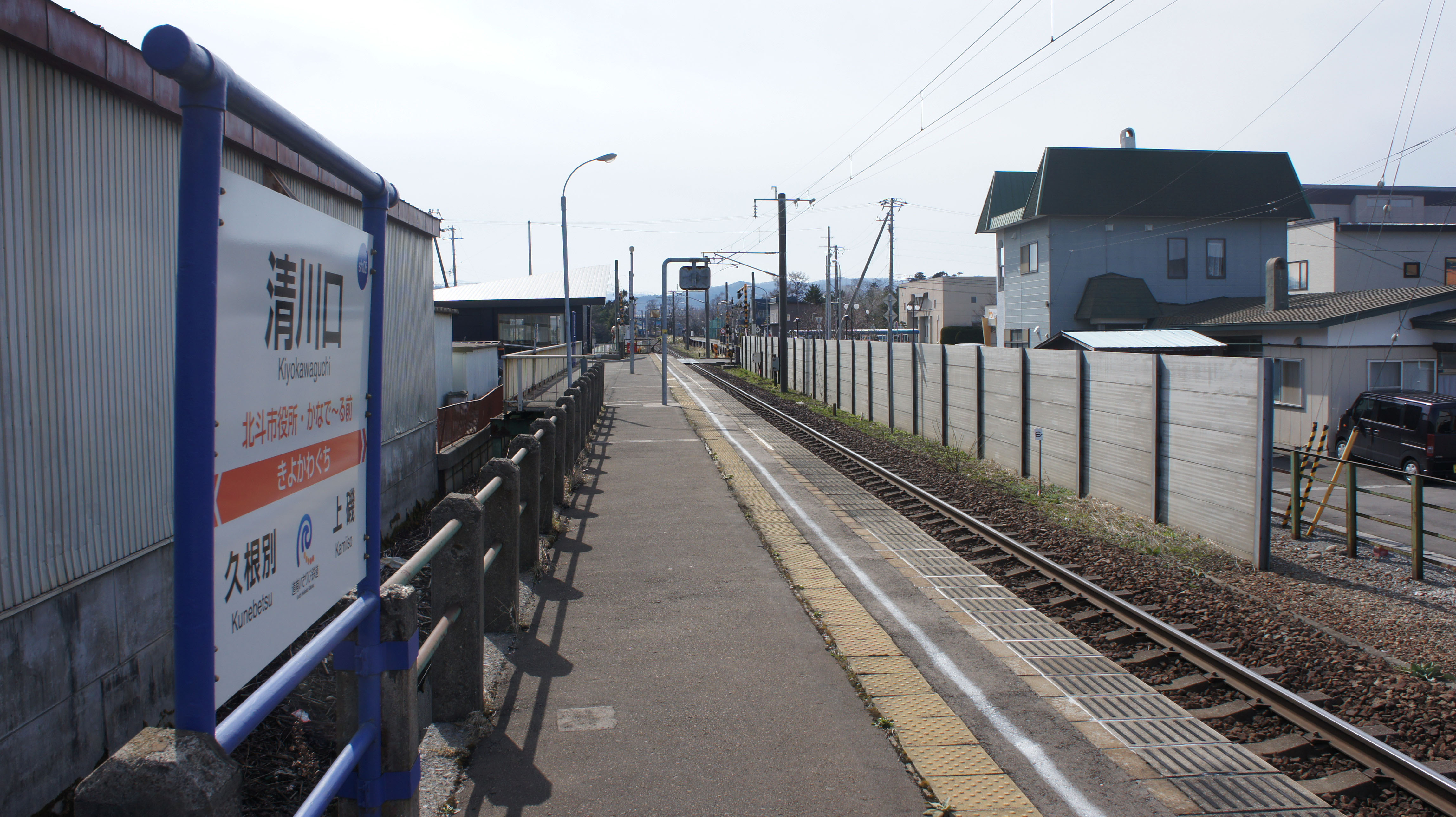
月台(2019年4月)

## 車站結構
此站為側式月台1面1線的地面車站。

## 相鄰車站
道南漁火鐵道
■道南漁火鐵道線
久根別（sh09）－清川口（sh08）－上磯（sh07）

## 外部連結
- 官方網頁。 （页面存档备份，存于）（日語）